# Итапетин
Итапетин (порт. Itapetim)  —  муниципалитет в Бразилии, входит в штат Пернамбуку. Составная часть мезорегиона Сертан штата Пернамбуку. Входит в экономико-статистический  микрорегион Вали-ду-Пажеу. Население составляет 14 107 человек. Занимает площадь 405 км².
Праздник города — 28 декабря.

## Статистика
- Валовой внутренний продукт на 2002 составляет 39.919 реалов (данные: Бразильский институт географии и статистики).